# White River (Lake Wenatchee)
Der White River ist ein Fluss im Chelan County im US-Bundesstaat Washington. Er ist der nördlichere und größere der beiden Flüsse, die im Westen des Lake Wenatchee in diesen münden. Der kleinere und südlichere ist der Little Wenatchee River. Der White River ist Teil des Columbia River Basin und ein Nebenfluss des Wenatchee River, welcher in den Columbia River mündet. Eine große Zahl von Flurnamen im White River Basin einschließlich des Flussnamens selbst stammt von Albert H. Sylvester.

## Verlauf
Der White River entspringt am White Pass, der die Quellflüsse des White River von denen des North Fork Sauk River trennt und fließt ostwärts bis zur Einmündung des Thunder Creek. Von dort fließt der Fluss den gesamten restlichen Lauf südostwärts bis zum äußersten Ende des Lake Wenatchee. Etwa auf halbem Weg zwischen der Einmündung des Thunder Creek und der Mündung stürzt der Fluss über die eindrucksvollen White River Falls und kurz unterhalb dessen mündet der entlegene Napeequa River in ihn.

## Zuflüsse
- Foam Creek
- Lightning Creek
- Amber Creek
- Thunder Creek
- Indian Creek
- Panther Creek
- Napeequa River
- Canyon Creek
- Sears Creek
- Siverly Creek